# Wildenhain (Meißen)
Wildenhain is een plaats en voormalige gemeente in de Duitse deelstaat Saksen, en maakt deel uit van de gemeente Großenhain in het district Meißen.
Het weinig belangrijke forensen- en boerendorp heeft tussen de 400 en 500 inwoners.  Het ligt enkele kilometers ten west-noordwesten van de stad Großenhain. 

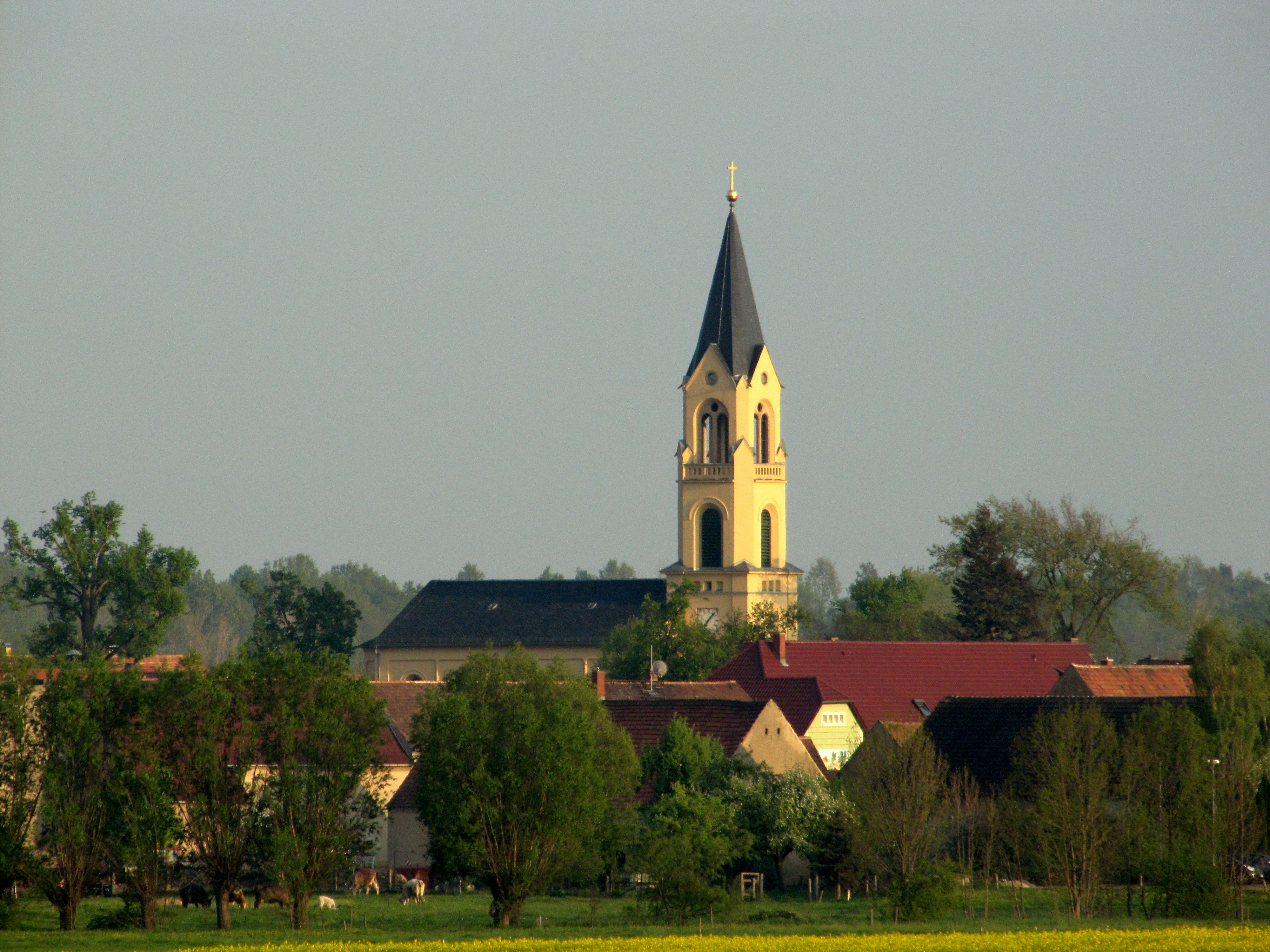
Wildenhain
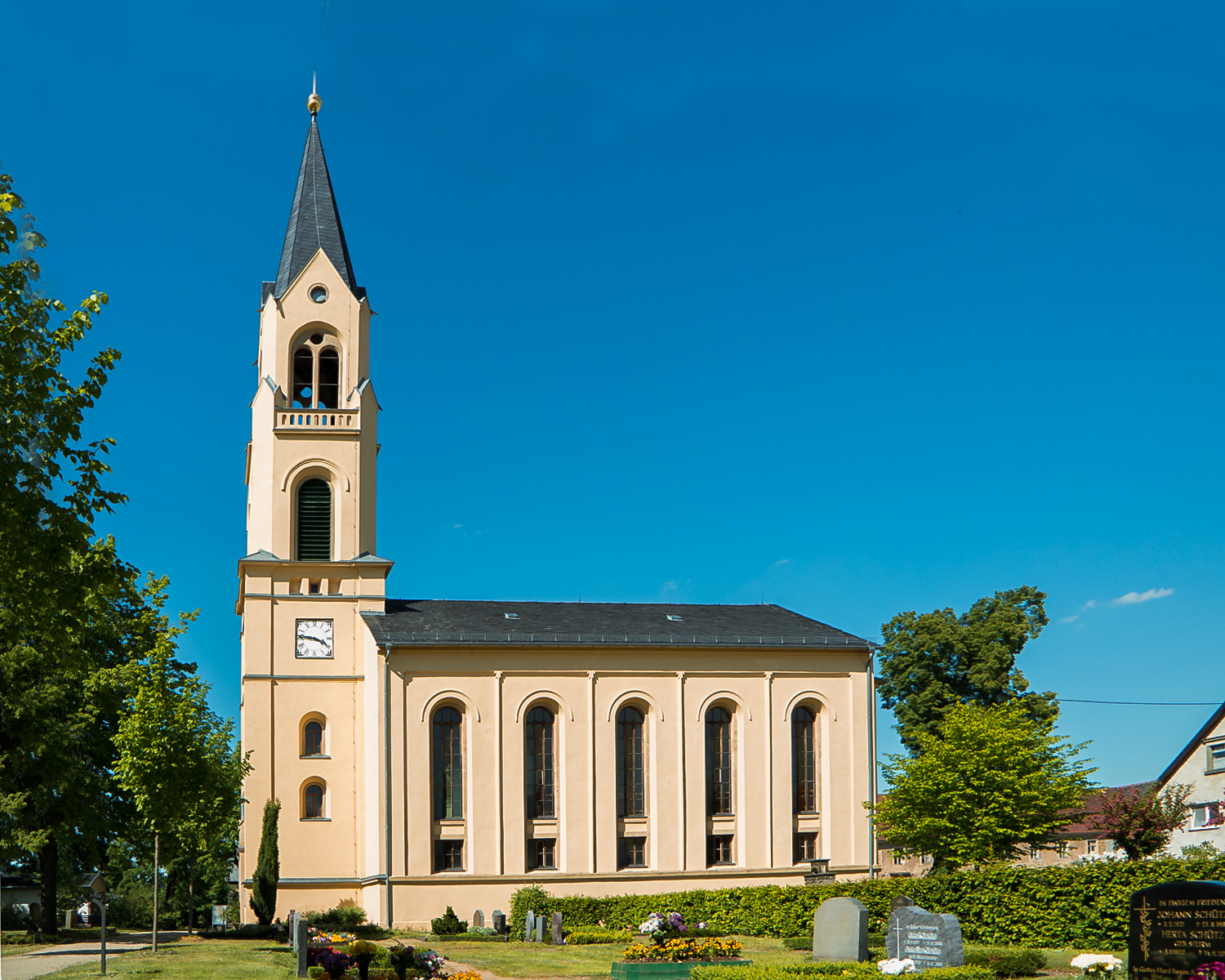
Dorpskerk van Wildenhain (1861)